# Héroes de Chapultepec, Veracruz
Héroes de Chapultepec är en ort i Mexiko.   Den ligger i kommunen Tuxpan och delstaten Veracruz, i den sydöstra delen av landet, 230 km nordost om huvudstaden Mexico City. Héroes de Chapultepec ligger 63 meter över havet och antalet invånare är 227.
Terrängen runt Héroes de Chapultepec är platt. Runt Héroes de Chapultepec är det ganska tätbefolkat, med 116 invånare per kvadratkilometer. Närmaste större samhälle är Tihuatlan, 10,8 km sydväst om Héroes de Chapultepec. Trakten runt Héroes de Chapultepec består till största delen av jordbruksmark.